# دفنی (کشتی‌گیر)
دَفنی (انگلیسی: Daffney؛ (زادهٔ ۱۷ ژوئیهٔ ۱۹۷۵) یک ورزشکارِ کشتی حرفه‌ای و نیز هنرپیشه اهل ایالات متحده آمریکا است.
از فیلم‌ها یا مجموعه‌های تلویزیونی که وی در آن‌ها نقش داشته است می‌توان به «بابا نوئل» (۱۹۸۵) اشاره نمود.